# جنوم رونيه 14 إم
جنوم رونيه 14 إم هو محرك شعاعي صغير، مكون من 14 أسطوانة ويُبرد بالهواء. استُخدم في العديد من الطائرات الفرنسية والألمانية في الحرب العالمية الثانية.

## الطرازات
- 14 إم-00: يدور نحو اليسار، وتبلغ قدرته 635 حصاناً (474 كيلو وات).
- 14 إم-01: يدور نحو اليمين، وتبلغ قدرته 635 حصاناً (474 كيلو وات).
- 14 إم-04: يدور نحو اليسار، وتبلغ قدرته 700 حصاناً (521.99 كيلو وات).
- 14 إم-05: يدور نحو اليمين، وتبلغ قدرته 700 حصاناً (521.99 كيلو وات).
- 14 إم-06: يدور نحو اليسار، وتبلغ قدرته 700 حصاناً (521.99 كيلو وات). يستخدم ترس تخفيض نسبته 1:0.71
- 14 إم-07: يدور نحو اليمين، ويشابه محرك 14 إم-06 14 إم-08: يدور نحو اليسار، وتبلغ قدرته 750 حصاناً (559.27 كيلو وات). يستخدم ترس تخفيض نسبته 1:0.71
- 14 إم-09: يدور نحو اليمين، ويشابه محرك 14 إم-08

## التطبيقات

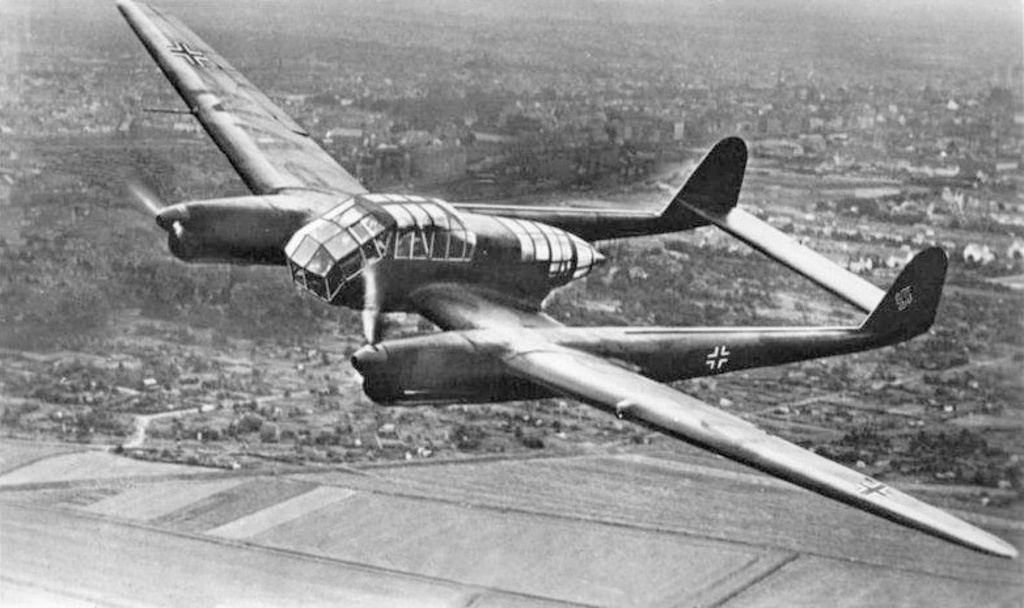
فوك ولف إف دبليو 189

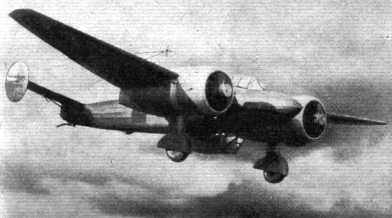
سنكاك إن سي 510

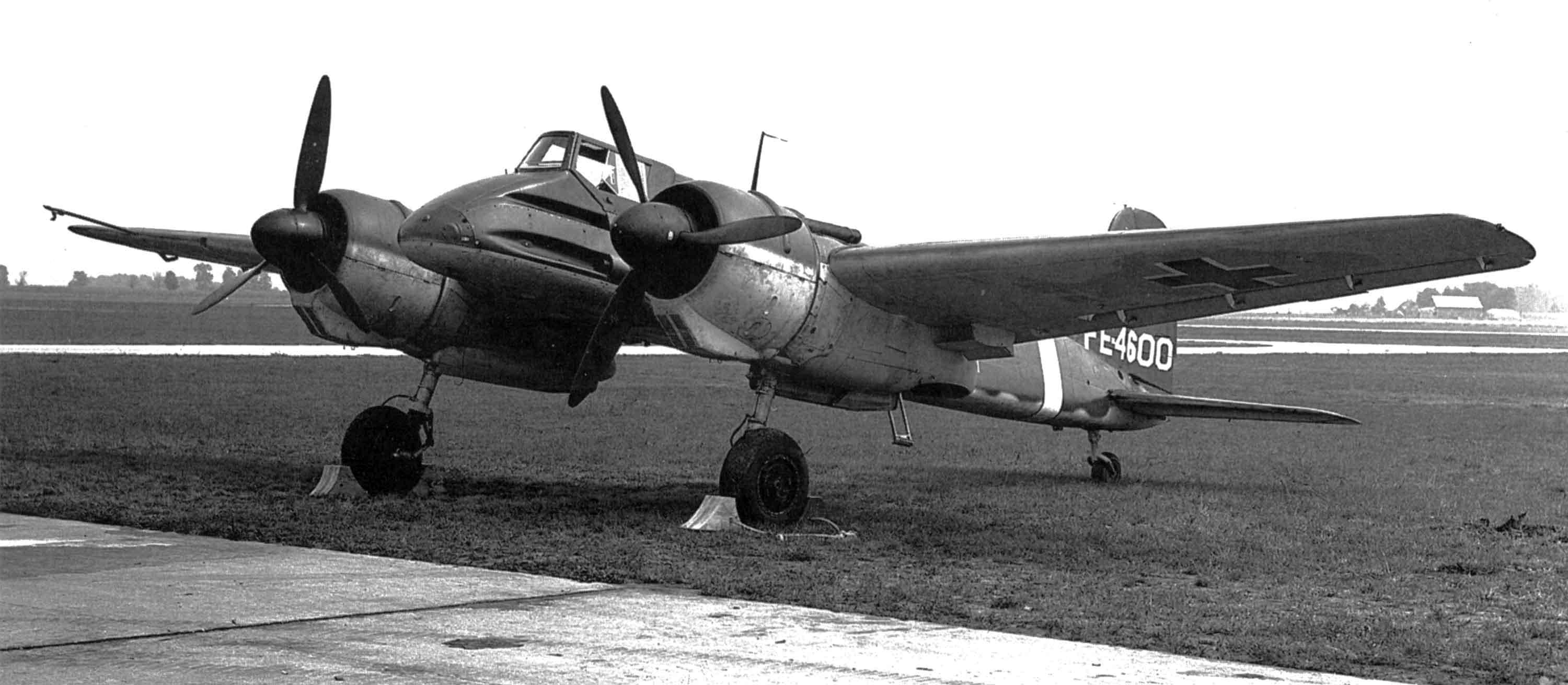
هينشل إتش اس 129 بي

- بريغيه 693
- فوك ولف إف دبليو 189 إي

- غوثا غو 244
- سنكاك إن سي 510 إم  [لغات أخرى]‏

- سنكاك إن سي 600
- هينشل إتش اس 129 بي
- بوتز 631 (بوتز 630)
- بوتز 633
- بوتز 637

- بوتز 662  [لغات أخرى]‏
- بوتز 11.63

## المواصفات

### مواصفات عامة
- النوع: محرك طائرة شعاعي مكون من 14 أسطوانات، ومزود بشاحن توربيني فائق، ويُبرد بالهواء.
- قطر الأسطوانة: 122 مم.
- الشوط:116 مم.
- سعة المحرك: 18.92 لتر.
- الطول: 125.1 سم.
- القطر: 95 سم.
- الوزن الصافي: 419 كجم.

### المكونات
- سلسة صمامات: صمامان علويان لكل أسطوانة.
- شاحن توربيني فائق: شاحن توربيني فائق طارد مركزي أحادي السرعة، بترس تخفيض سرعة نسبته 1:8.258
- نظام الوقود:مكربن طراز سترومبرج.
- نوع الوقود: بنزين رقم أوكتان 87.
- نظام التبريد: تبريد بالهواء.
- وحدة تخفيض سرعة المروحة الدافعة: نسبة التخفيض تساوي 1:0.71

### الأداء
- القدرة الناتجة:
  - 700 حصان (521.99 كيلو وات) عند 3000 دورة/دقيقة عند الإقلاع.
  - 660 حصان (492.16 كيلو وات) عند 3030 دورة/دقيقة عند ارتفاع 1000 متر.
  - 455 حصان ( 339.29 كيلو وات) عند 2350 دورة/دقيقة عند ارتفاع 4000 متر.
- كثافة القدرة: 0.61 حصان/بوصة مكعبة (27.21 كيلو وات/لتر).
- نسبة الانضغاط: 1:6.5
- الاستهلاك النوعي للوقود: 290 جرام/كيلو وات ساعة.
- استهلاك الزيت: 10 جرام/كيلو وات ساعة.
- نسبة القدرة إلى الوزن: 0.77 حصان/باوند (1.27 كيلو وات/كجم).
- القيمة القصوى للضغط الفعال: 1075 كيلو باسكال